# Eddie Sachs
Edward Julius Sachs, Jr. (28 de maio de 1927 – 30 de maio de 1964) foi um automobilista norte-americano.
Sachs esteve em onze (oito) 500 Milhas de Indianápolis, quando a prova fazia parte do calendário da Fórmula 1 de 1950 até 1960: (oito (cinco) quando a prova fazia parte do calendário da Fórmula 1 de 1950 até 1960): 1953 (não se qualificou), 1954 (não se qualificou), 1956 (muito devagar), 1957, 1958, 1959, 1960, 1961, 1962, 1963 e 1964.
Eddie Sachs largou na pole position nas 500 Milhas de Indianápolis de 1960 e 1961. Seu melhor resultado foi o 2º lugar em 1961.
Em 30 de maio de 1964, dois dias após completar 37 anos, sofreu um violento acidente que envolveu ainda o novato Dave MacDonald, então com 27 anos de idade, quando o carro deste último explodiu em chamas após bater no muro. Sachs e MacDonald morreram na hora.